# Sayonara Baby / Koishiteru
Singles de Miliyah Katō
19 Memories
(2008) 20: Cry
(2009)
Sayonara Baby / Koishiteru est le 13e single de Miliyah Katō sorti sous le label Mastersix Foundation le 24 septembre 2008 au Japon. Il atteint la 9e place du classement de l'Oricon. Il se vend à 11 862 exemplaires la première semaine, et reste classé pendant 9 semaines, pour un total de 25 499 exemplaires vendus.
Koishiteru est inspirée de la chanson I Love Your Smile de Shanice. Koishiteru se trouve sur la compilation Best Destiny, et Sayonara Baby se trouve sur l'album Ring.

## Liste des titres
| 1. | Sayonara Baby (SAYONARAベイベー)                | Miliyah Katō                                                                  | Shin-ichirō Murayama, 3rd Productions | 4:30 |
| 2. | Koishiteru (恋シテル)                           | Jarvis La Rue Baker、Sylvester Jackson、Narada Michael Walden、Shanice Wilson | Miliyah Kato, 3rd Productions         | 4:13 |
| 3. | Perfect Pitch                                   | Miliyah Katō                                                                  | HASE-T                                | 3:59 |
| 4. | Sayonara Baby (SAYONARAベイベー) (Instrumental) | Miliyah Katō                                                                  | Shin-ichirō Murayama, 3rd Productions | 4:28 |

| 1. | Saigo no I Love You (最後のI LOVE YOU) (Acoustic version) |  |